# Pesos pesados (película)
Pesos pesados (Heavyweights en inglés) es una película cómica estadounidense de 1995 dirigida por Steven Brill y escrita por Judd Apatow junto con el director. El film trata sobre un campamento para niños con sobrepeso que pasa a ser controlado por un maníaco del fitness al que interpreta Ben Stiller.

## Argumento
Una vez que llega el verano y con él el fin de curso, los padres de Gerry (Aaron Schwartz) envían a su hijo a un campamento para niños con problemas de sobrepeso. Aunque en un principio se muestra enfadado, no tarda de cambiar su forma de ser cuando descubre que el campamento es mejor de lo que pensaba. Ya asentado, conoce a los chicos de la cabaña "Ardillas" (nombre que pusieron años atrás) con los que entabla una amistad. Aparte de la diversión, también descubre que los chicos esconden todo tipo de golosinas por todos los rincones del cuarto.
Sin embargo, no todo va bien. Los dueños del campamento (Jerry Stiller y Anne Meara) se encuentran en la bancarrota y venden el que fuera su "hogar" a Tony Perkis (Ben Stiller), quien anuncia sus planes de convertir el campamento en un lugar de rigurosos ejercicios para que los chicos pierdan peso de manera rauda y grabar un anuncio infocomercial en la tele, pero sus métodos deportivos para motivarlos rozan lo psicótico.
En primer lugar, Tony se deshace de la comida que los camperos traían y les cortan el contacto con el exterior además de mandarles unos ejercicios de fitness que resultan ser humillante para los niños. Uno de ellos, Josh (Shaun Weiss), es expulsado por plantarle cara a Perkis, pero más tarde regresa cuando el padre de este, al ser abogado, amenaza al propietario con una demanda judicial. 
Un día que Tony sale para calentar, los niños aprovechan para colarse en su oficina en busca de comida, pero descubren que este les ha incautado las cartas que iban dirigidas a sus familiares y en las que se quejan del trato que reciben. Mientras tanto, pillan a un campero comiendo, el cual les revela un escondite seguro en el bosque. A pesar del régimen estricto de Perkis, los niños han aumentado de peso, por lo que les castiga con una caminata de 30 km. Mientras van de camino, los chicos engañan a Perkis y este cae a un agujero profundo que había en el camino, provocándole graves heridas. Ante la oportunidad de vengarse, instalan en uno de los barracones una celda electrificada y es encerrado.
Los niños y demás monitores celebran la caída de Perkis, pero Pat Finley (Tom McGowan) a pesar de su alegría, ve a los niños en mala forma y les anima a hacer ejercicio de manera más moderada y divertida para perder peso, esta vez con más motivación. Al cabo de unos días, llegan los padres al campamento en donde están sus hijos, no obstante aprovechan que están todos reunidos para mostrarles a estos los métodos de Perkis a través de una grabación en el que incluye un informe médico que alega que tales prácticas son nocivas y un montaje improvisado de unos niños desesperados por comerse una rata ante la mirada horrorizada de los progenitores, al mismo tiempo, Perkis consigue escapar del cerco y empieza a insultar a los padres y sus hijos hasta que en un intento por impresionar al público acaba lesionándose no sin antes agredir al padre de Gerry por defender a su hijo.
Tras el incidente, el propio padre de Perkis (Ben Stiller) pide disculpas a los padres por los malos tratos ocasionados por su hijo y decide cerrar el campamento para indemnizarles a cambio de no demandarle, sin embargo los niños exigen que no lo haga, por lo que este accede a mantener el lugar abierto siempre que un tutor se haga responsable del campamento, por lo que Pat acepta encantado.
Bajo el liderazgo de Pat, el campamento logra ganar la competencia anual de campamentos. En una escena poscréditos, se muestra a Tony convertido en un vendedor ambulante de cristaloterapia sin mucho éxito.

## Reparto
- Aaron Schwartz es Gerald "Gerry" Garner.
- Ben Stiller son Tony Perkis padre e hijo.
- Tom McGowan es Pat Finley.
- Tim Blake Nelson es Roger Johnson.
- Jeffrey Tambor es Maury Garner.
- Jerry Stiller es Harvey Bushkin.
- Anne Meara es Alice Bushkin.
- Shaun Weiss es Josh Birnbaum.
- Kenan Thompson es Roy.
- Paul Feig es Tim.
- Tom Hodges es Lars.
- Allen Covert es Kenny.
- Cody Burger es Cody.
- David Goldman es Nicholas.
- Judd Apatow es Homer.
- Ryan Steglich es él mismo.

## Recepción
La película obtuvo críticas negativas con un 20% de nota en Rotten Tomatoes, aunque la comunidad comentó que era entretenida y le dieron un 75% de nota.
En cuanto a la taquilla, no fue un éxito, pero consiguió seguir la estela de las películas de culto.